# اندری کوچاروک
اندری کوچاروک (اوکراینی: Андрій Олегович Кухарук؛ زادهٔ ۱۳ دسامبر ۱۹۹۵) بازیکن فوتبال اهل اوکراین است.